# Nischal Basnet
Pour les articles homonymes, voir Basnet.
Nischal Basnet, (निश्चल बस्नेत) né à Katmandou (Népal) le 17 janvier 1981, est un réalisateur, scénariste, producteur, acteur et chanteur népalais.

## Biographie
Il se fait remarquer au Népal, avec son premier film de réalisateur, Loot, en 2012, se démarquant des conventions de film commercial,.
Son deuxième film, Talakjung vs Tulke (2014), est sélectionné par le Népal pour représenter le cinéma népalais à la 88e cérémonie des Oscars dans la catégorie Oscar du meilleur film en langue étrangère.

## Filmographie

### Comme réalisateur
- 2012 : Loot (aussi scénario)
- 2014 : Talakjung vs Tulke

### Comme acteur
- 2014 : Kabaddi : Bibek